# Комиций
Комициум (на латински: Comitium; на италиански: Comizio) e до късната Римска република мястото за народното законово събиране (Comitia). Намирал се в края на Римски форум, до Курия Хостилия или след това до Курия Юлия, където обикновено заседавал Сената.
Комициумът се променял няколко пъти. Първо бил отворен площад, след това получил кръгла форма, подобно на амфитеатър. В края на Комициума се намирала трибуната за говорителите (Ростра). Днес почти няма останки от него.